# بیدوئیه (بردسیر)

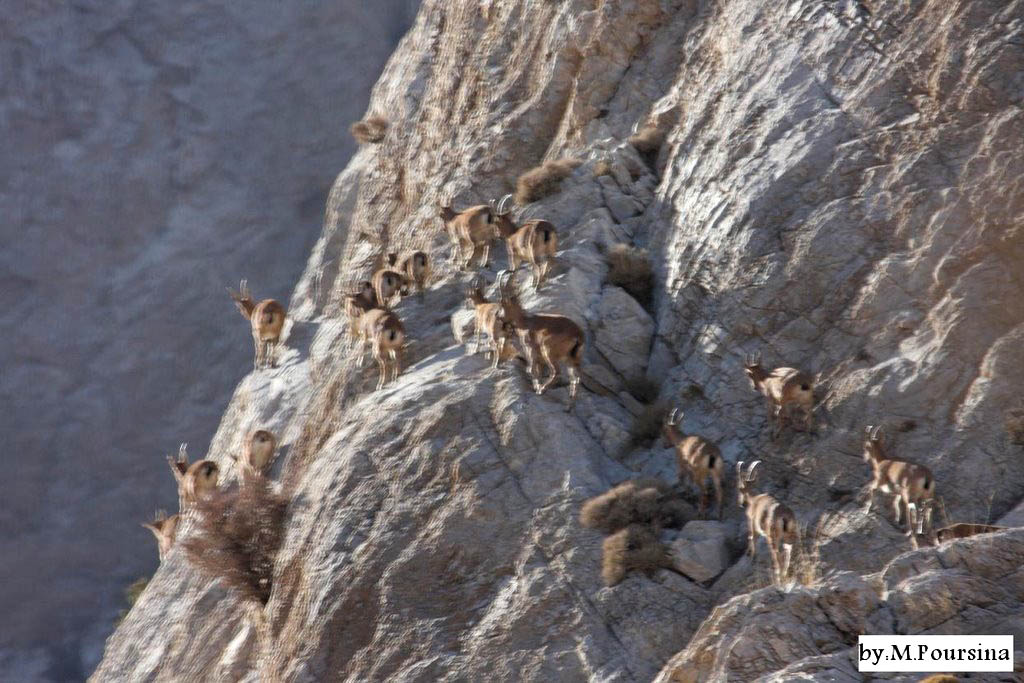
گروهی از غزال‌های منطقه حفاظت‌شده بیدوئیه

بیدوئیه (بردسیر)، روستایی از توابع بخش مرکزی شهرستان بردسیر در استان کرمان ایران است.

## جمعیت
این روستا در دهستان کوه پنج قرار دارد و براساس سرشماری مرکز آمار ایران در سال ۱۳۸۵، جمعیت آن زیر سه خانوار بوده‌است.